# Instituto de Ciências Ambientais, Químicas e Farmacêuticas da Universidade Federal de São Paulo
O Instituto de Ciências Ambientais, Químicas e Farmacêuticas (ICAQF) pertence ao Campus Diadema da Universidade Federal de São Paulo. Criado em 2007 no município de Diadema (Região Metropolitana de São Paulo) pelo programa REUNI do Governo Federal, o campus reúne cursos de graduação, cursos de pós-graduação e também cursos de extensão. Atualmente está localizado em 4 unidades espalhadas pelo município de Diadema, concentrando atividades de ensino, extensão e pesquisa.
Na maioria dos cursos de graduação do Instituto de Ciências Ambientais, Químicas e Farmacêuticas, o ingresso ocorre pelo Sistema de Seleção Unificada (SISU). (Cursos pelo SISU: Ciências Ambientais, Engenharia Química, Farmácia, Licenciatura Plena em Ciências, Química e Química Industrial). Apenas os cursos de Ciências Biológicas (campus Diadema) e Medicina (EPM - Campus São Paulo) participam do Sistema Misto. O Sistema Misto ocorre por uma nota bruta do ENEM juntamente com uma prova complementar (elaborada atualmente pela VUNESP).
O Campus Diadema conta com 7 cursos de graduação, 8 programas de pós-graduação próprios, 7 cursos de mestrado acadêmico, 1 curso de mestrado profissional, 2 cursos de doutorado e mais de 340 estudantes titulados.

## Histórico
A implantação do Instituto de Ciências Ambientais, Químicas e Farmacêuticas em Diadema teve participação iniciada em 2005 pelo prefeito da cidade José de Filippi Júnior em conjunto com a Câmara Municipal de Diadema, reitor da Unifesp na época (Ulysses Fagundes Neto) e o Ministério da Educação. Para isso, a prefeitura doou um terreno de quatrocentos mil metros quadrados localizados no Sítio Morungaba (local de preservação da Represa Billings).
O campus foi inicialmente inaugurado com quatro cursos de graduação: Farmácia e Bioquímica, Engenharia Química, Ciências Biológicas e Química, com 50 vagas em cada curso. A sua ocupação se deu majoritariamente em 4 unidades, sendo 3 na região central da cidade (Unidades José Alencar, Manoel da Nóbrega e Antônio Doll) e 1 unidade (José de Filippi) no Bairro de Eldorado (próximo à represa Billings). A ocupação do Sítio Morungaba não ocorreu devido ao licenciamento ambiental ainda estar em andamento.

## Ensino e pesquisa
Ao longo dos anos a oferta de cursos foi aumentando, possuindo, atualmente, 7 cursos de graduação: Ciências Ambientais (integral), Ciências Biológicas (integral), Engenharia Química (integral e noturno), Farmácia (integral e noturno), Licenciatura Plena em Ciências (vespertino e noturno), Química (integral) e Química Industrial (noturno). Além disso, possui dez programas de pós-graduação, sendo oito do próprio campus (Análise Ambiental Integrada, Biologia Química, Ciências Farmacêuticas, Engenharia Química, Ensino de Ciências e Matemática, Química-Ciência e Tecnologia de Sustentabilidade, Ecologia e Evolução, Mestrado Profissional em Matemática) e dois interunidades (Biotecnologia e Engenharia e Ciência de Materiais).
O Instituto possui 8 Departamentos:
- Departamento de Química (DQ): Formado por membros doutores, o DQ engloba as áreas de Química Analítica, Química Orgânica, Química Inorgânica, Físico-Química e Ensino de Química. É responsável por mais de 100 unidades curriculares (UCs) nos cursos de graduação, além de participar em pesquisas financiadas por agências como FAPESP e CNPq.[8]
- Departamento de Ciências Ambientais (DCA): Composto por uma equipe multidisciplinar, o DCA foca na preservação ambiental com diversas abordagens. Está presente nas áreas de pesquisa, ensino e extensão, sendo responsável por 93 disciplinas da graduação do campus.[8]
- Departamento de Ciências Farmacêuticas (DCF): O DCF abrange os setores de Análises Clinicas, Assistência Farmacêutica e Saúde Pública, Bioquímica, Farmacologia e Toxicologia, Insumos Farmacêuticos e Alimentos e Produção e Controle de Medicamentos e Cosméticos. Aborda áreas relacionadas com ensino, pesquisa e extensão em desenvolvimento e criação de medicamentos e cosméticos, ciência dos alimentos, análises clínicas e toxicológicas e serviços farmacêuticos.[8]
- Departamento de Ciências Exatas e da Terra (DCET): Atuação majoritária em Ensino de Ciências e Matemática, História da Educação, Matemática e Formação de Professores, possuindo disciplinas no curso de licenciatura em Ciências, além da pós-graduação em conjunto com o campus Guarulhos.[8]
- Departamento de Ciências Biológicas (DCB): Está presente na área de ensino, pesquisa e extensão, englobando a área de Biologia Celular e do Desenvolvimento, Biologia Molecular, Microbiologia e Imunologia, e Morfofisiologia e Patologia. Docentes do DCB atuam nos cursos de Ciências Ambientais, Ciências Biológicas, Engenharia Química, Farmácia e licenciatura em Ciências. [8]
- Departamento de Ecologia e Biologia Evolutiva (DEBE): Criado em 2016, possui atuação em pesquisa, ensino e extensão, sendo que seus docentes são responsáveis por mais de 38 disciplinas nos cursos de Ciências Biológicas, Ciências Ambientais, Farmácia e licenciatura em Ciências. Além disso, é responsável pelo Programa de Ecologia e Evolução (PPGEE).[8]
- Departamento de Engenharia Química (DEQ): Docentes que atuam nos cursos de graduação em Engenharia Química, Química Industrial e Ciências Farmacêuticas, além do programa de pós-graduação em Engenharia Química.[8]
- Departamento de Física: Criado em 2017, o departamento possui docentes com diversas formações, sendo responsável pelo curso de Matemática e Física Básica para todos os cursos do Campus Diadema.[8]

## Infraestrutura
As unidades do Instituto de Ciências Ambientais, Químicas e Farmacêuticas (ICAQF) englobam a unidade José de Filippi (localizado na rua Artur Riedel, 275 no bairro Eldorado), Unidade José Alencar (Rua São Nicolau, 210 centro de Diadema), Unidade Manoel da Nóbrega (localizado na rua Manoel da Nóbrega, 1149 centro de Diadema) e a Unidade Antônio Doll (localizada na rua Antônio Doll de Moraes, 105 centro de Diadema). Sendo as duas primeiras unidades próprias da Unifesp, a unidade Antônio Doll é alugada e a Manoel da Nóbrega funciona por meio de uma parceria com a Fundação Florestan Fernandes e a Prefeitura de Diadema.
A Unidade José de Alencar foi inaugurada em maio de 2012 pela ex-presidente Dilma Rousseff, pelo seu ministro da educação Aloizio Mercadante e pelo reitor da universidade na época: Walter Albertoni. A área era pertencente à indústria metalúrgica Conforja e possui aproximadamente 7 mil metros quadrados, abrigando laboratórios de pesquisa cursos da graduação e da pós-graduação.
A Unidade José de Fillipi concentra grande parte dos laboratórios, possuindo 29 nas mais diversas áreas. Os laboratórios de graduação possuem cerca de 100 metros quadrados, abrigando os cursos de Engenharia Química, Química Industrial e Farmácia e Bioquímica. Os laboratórios de pesquisa possuem tamanho entre 25 a 60 metros quadrados, envolvendo a área de Microbiologia, Imunopatologia, Estresse Oxidativo, Ecologia, Química Analítica, Genética, Química Orgânica e Física, entre outros.